# RUM-139 VL-Asroc
RUM-139 VLA (сокр. англ. Vertical Launch ASROC (где ASROC, в свою очередь — принятое в США сокращение термина Anti-Submarine ROCket) — Противолодочная ракета вертикального пуска) — противолодочная ракета разработки США, модификация ракеты RUR-5 ASROC, использующая в качестве пусковой установки универсальную УВП Mk 41. Является основным средством поражения ПЛ для надводных кораблей американских ВМС. Применяется также в ВМС некоторых других стран.
Начиная с 1993 года фирма «Локхид Мартин» выпустила более 900 единиц VLA.

## История создания
Разработка ракеты началась в 1983 году, когда фирма «Гудйир Аэроспейс» (Goodyear Aerospace) получила контракт от ВМФ США на противолодочную ракету надводного базирования, совместимую с установкой вертикального пуска (УВП) Mk 41. Проектирование шло с большими задержками и продолжалось до 1996 года. За это время в 1986 году компания «Гудйир Аэроспейс» была поглощена компанией «Лорал» (Loral), а та в свою очередь — компанией «Локхид Мартин» в 1995 году.
Ожидалось принятие VLA на вооружение в 1989 году, однако в 1988 году в качестве единого противолодочного оружия для надводных кораблей и подводных лодок была принята ракета «Си Ланс». Тем не менее в 1990 разработка «Си Ланс» прекратилась, и проект VLA был продолжен.
Главной задачей разработчиков было увеличить дальность стрельбы до радиуса обнаружения нового сонара AN/SQS-53 (13,5 км) при более массивной боевой части (противолодочная торпеда Mk46 или Mk50 (позднее заменённой на Mk54) .

## Конструкция пусковой установки
В качестве пусковой установки применяется универсальная УВП Mk 41.
С минимальными модификациями ракета может быть запущена с балочной пусковой установки Mk 26 и из контейнерной пусковой установки Mk 112

## Управление стрельбой
Управление стрельбой осуществляется с помощью боевой информационной системы (англ. ASW Combat System - ASWCS) SQQ-89.
Она включает в себя систему управления подводной стрельбой (англ. Underwater Fire Control System - UFCS) Mk 116 Mod 6 или Mod 7, устройство обмена данными с БИУС корабля, стационарный сонар AN/SQS-53 (первичное устройство целеуказания), буксируемый сонар AN/SQR-19, сигнальный процессор AN/SQQ-28 для обработки данных от гидроакустических буёв, передаваемый через вертолёт системы LAMPS Mk III (англ. Light Airborne Multi-Purpose System).

## Конструкция ракеты
Основу системы управления составляет цифровой автопилот (англ. digital autopilot, DAC), который использует управление вектором тяги, чтобы вывести ракету на нужный угол возвышения (40° на начальном участке, 29° на маршевом). В целях снижения влияния ветрового сноса на больших высотах траекторию ракеты делают более пологой. Как и в классическом ASROC дальность полёта регулируется выключением двигателя и отделением боевой части в нужной точке траектории.
Ракета поставляется в транспортно-пусковом контейнере Mk 15 Mod 0 VLS, который исключает необходимость проведения технического обслуживания на борту корабля.

## Модернизация
В первых комплексах VLA применялась стоявшая на вооружении ракета RUR-5 АСРОК с модернизированным твердотопливным ускорителем и цифровой системой наведения. В качестве боевой части она несла самонаводящуюся противолодочную торпеду Mk 46, которая в определённой точке траектории сбрасывалась на парашюте. Начиная с 1996 года ракета была заменена новой RUM-139A, а затем RUM-139B.
Предлагалось заменить торпеду Mk 46 на Mk 50, однако предложение было отклонено.
В связи с появлением концепции сетецентрических боевых действий (net-centric warfare operations) планируется увеличить дальность стрельбы в 4—5 раз в версии VLA-ER (англ. VLA Extended Range), за счёт введения аэродинамических несущих элементов. Предполагается, что этой модификации будут подвергнуты 90 % находящихся на вооружении VLA. Планируется также создание унифицированной ракеты для корабельного и воздушного базирования CLAW (англ. Common Launch Anti-submarine Weapon).

## Тактика применения
После старта ракета автономна и её траектория с носителя не корректируется. Дальность стрельбы определяется временем горения твердотопливного заряда маршевого двигателя, которое вводится в реле времени перед пуском. В расчетной точке траектории отделяется маршевый двигатель и раскрывается парашют, обеспечивающий торможение и приводнение торпеды. При входе в воду происходит отделение парашюта и запуск двигателя торпеды, которая начинает поиск цели.

## Корабли — носители
- Ракетные крейсера типа «Тикондерога»
- Эсминцы УРО типа «Арли Бёрк»
- Эсминцы УРО типа «Атаго»
- Эсминцы УРО типа «Конго»
- Эсминцы УРО типа «Зумвольт»
- Эсминцы УРО типа «Мая»